# 259P/Garradd
259P/Garradd (2008 R1) – kometa krótkookresowa, należąca do rodziny komet pasa głównego, zaliczana do komet typu Enckego. Odkryta 2 września 2008 roku przez Gordona Garradda w Obserwatorium Siding Spring. Jej jądro ma promień ok. 0,7 km.